# Alexandra Picunov
Alexandra Picunov (n. 20 iulie 1928, Chișinău – d. 23 octombrie 2002) a fost o sculptoriță moldoveancă.
A absolvit în 1952 Școala republicană de arte plastice „I. E. Repin”, secția de sculptură. Practica sculptura de postament și plastica mică. În structura de postament dezvolta tradițiile artei românești (Hora, Fata cu cobiliță, Roadă, Muzicanții; toate realizate în 1968). A lucrat la numeroase portrete: Portretul constructoarei Romanciuc (1964, gips), Ana Ungureanu (1968, șamotă) etc. S-a impus și ca autoare de compoziții monumental-decorative: Pământ (1975), Tutunăreasă (1981) ș.a. În 1962 este primită în rândurile Uniunii artiștilor plastici din U.R.S.S. Anul 1998 îi aduce premiul pentru merite deosebite întru prosperarea artelor plastice din Republica Moldova „U.A.P.”. În 2000 realizează ciclul sculptural „Oglinzi”.
„A. Picunov-Tîrțău a spus totul printr-un anumit cod filosofic al imaginației, care se cere descifrat de spectator.”—Constanța Tîrțău

## Expoziții solo
- 1985 și 1990: Expoziție personală în or. Chișinău
- 1991: 5 sculpturi în aer liber — pe teritoriul Ambasadei Române
- 1996: Expoziție personală la Fundația de Cultură București

## Expoziții în grup
- 1954: Expoziții republicane, unionale și internaționale (Bulgaria, Ungaria, Polonia, Canada, Italia ș.a.)
- 1983: Simpozioane de sculptură internaționale
- 1985, 1987 și 1989: Premiul I - expoziție în aer liber organizată de primăria Chișinău
- 1990: 2 lucrări de sculptură la muzeul „Tretiacov”
- 1990: Italia - Ravenna „IX Bienale Dante”
- 1993: Tabăra de sculptură Bacău - George - Apostu

## Monumente

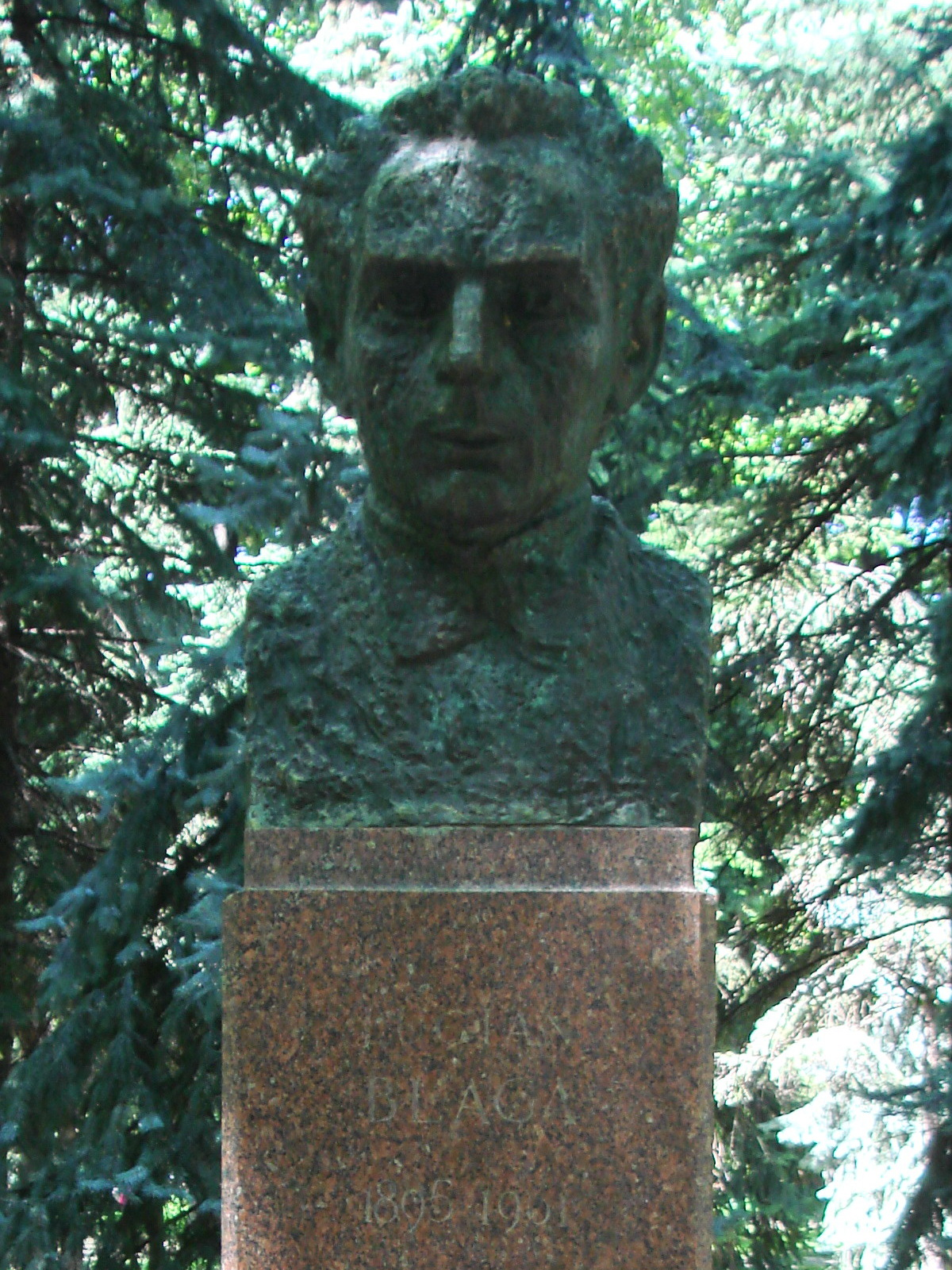
Bustul lui Lucian Blaga din Aleea Clasicilor

- Chișinău - bustul lui Lucian Blaga din Aleea Clasicilor
- Leova - monumentul lui Mihai Eminescu
- Donici - „Maternitate”
- Glodeni - „1941–1945”